# 靠山镇 (开原市)
靠山镇，是中华人民共和国辽宁省铁岭市开原市下辖的一个乡镇级行政单位。

## 行政区划
靠山镇下辖以下地区：
猴石社区、靠山村、吕家屯村、郭蒋屯村、黄家屯村、盛屯村、西龙湾村、金龙村、一面城村、西场村、肖家村、四道沟村、大虎村、柴河堡村、东窑村、小盘岭村、郭家沟村、大盘岭村、尹家沟村、南沟村和平石门村。